# Plastotephritis pannosa
Plastotephritis pannosa är en tvåvingeart som beskrevs av Günther Enderlein 1922. Plastotephritis pannosa ingår i släktet Plastotephritis och familjen bredmunsflugor.
Artens utbredningsområde är Ekvatorialguinea. Inga underarter finns listade i Catalogue of Life.